# Rocío Vitero Pérez
Rocío Vitero Pérez   (Vitòria, 1980) és una treballadora social, activista en moviments socials i política basca.

## Trajectòria
L'any 2009 va realitzar a la UNED un programa professional en Salut Mental Comunitària i el 2011 un màster en Exclusió Social, Integració i Ciutadania a la mateixa universitat. El 2013 es va graduar en Treball Social a la Universitat del País Basc.
És experta en supervisió de polítiques socials i ha treballat com a auxiliar en residències de gent gran i en la reinserció de persones preses. Va ser responsable del centre Aterpe, una casa d'acollida per a persones en situació d'exclusió social a Vitòria, coordinadora de la Comissió Antisida d'Àlaba, i va ser vicepresidenta d'EAPN Euskadi, la Xarxa Europea de Lluita contra la Pobresa i l'Exclusió Social.
A les eleccions municipals del 2019 a Vitòria va ser elegida regidora per Euskal Herria Bildu amb responsabilitats en les àrees de Polítiques Socials, i d'Hisenda, Promoció Econòmica i Comerç. Com a alcaldable a les eleccions municipals de 2023 va ser la candidata més votada.